# Mr.ペンペン
『Mr.ペンペン』（ミスターペンペン）は、室山まゆみによる日本の漫画作品。『小学二年生』（小学館）にて1983年9月号から1986年9月号まで連載されていた。
後に『ペンギンぱあてぃー』の題でリメイクされ、『ちゃおデラックス』（小学館）にて連載されていた。

## 単行本

### Mr.ペンペン
てんとう虫コミックススペシャルから『室山まゆみ傑作集 2 Mr.ペンペン』と題して刊行。全1巻。
1. 1992年12月発行 ISBN 4-09-149122-7

### ペンギンぱあてぃー
フラワーコミックスから刊行。全2巻。
1. 1995年8月発行 ISBN 4-09-136601-5
2. 1996年3月発行 ISBN 4-09-136602-3

## テレビアニメ
1986年3月31日（月曜）と同年12月29日（月曜）に、本作を基にした単発テレビアニメ『Mr.ペンペン』と『Mr.ペンペンII』がテレビ朝日系列局で放送された。いずれもテレビ朝日とシンエイ動画の共同製作。放送時間は月曜 19:00 - 20:00 （日本標準時）。

### サブタイトル
- サブタイトルはペンペン役の三ツ矢雄二が担当。

|    | 話 | サブタイトル               |
| -- | -- | -------------------------- |
| I  | 1  | 住みついたペンギン王子！   |
| I  | 2  | 春はスノーランドだペン！   |
| I  | 3  | ライバルに負けるかペン！   |
| I  | 4  | 王様はぼくだペン！         |
| II | 1  | ペンギンの恩返しだペン     |
| II | 2  | 秘境 大ぼうけんだペン      |
| II | 3  | イワちゃん ごめんだペン    |
| II | 4  | ふたりは白い恋人たちだペン |

- 「I」のみ、第1話から第3話の終了後にアイキャッチ（ボクシングイメージ）を挿入。

### キャスト
- ペンペン - 三ツ矢雄二
- 小沢ミカ - 麻上洋子
- イワちゃん - 八奈見乗児
- フレディー - 塩屋翼
- ママ - 栗葉子
- シェニファー - 三田ゆう子
- 雪の女王 - 来宮良子
- パパ - 嶋俊介
- 浜野あさり - 三輪勝恵 - 同じ室山作品『あさりちゃん』からのクロスオーバー。
- 国王の女王 - 山口奈々
- フミヤ - 小宮和枝
- キートン山田
- 加藤治
- 稲葉実
- 橋本晃一
- 梅津秀行
- 原えりこ
- 江森浩子

### スタッフ（共通スタッフ）
- 原作 - 室山まゆみ（連載・小学館学習雑誌小学二年生）
- 音楽 - 渡辺岳夫
- 作画監督 - 一川孝久
- 美術監督 - 河野次郎
- プロデューサー - 木村純一（テレビ朝日）、別府幸司（シンエイ動画）
- キャラクターデザイン - 金沢比呂司
- 主題歌作詞 - 室山まゆみ、寺田憲史 / 作曲 - 渡辺岳夫 / 歌 - 山野さと子
- 動画チェック - 入江康智
- タイトル - 道川昭
- 音響監督 - 浦上靖夫
- 録音 - APUスタジオ
- 録音制作 - オーディオ・プランニング・ユー
- 整音 - 中戸川次男
- 現像 - 東京現像所
- 制作 - テレビ朝日、シンエイ動画

スタッフ（Mr.ペンペンI）
- 監督 - 馬場健
- 脚本 - 寺田憲史
- 絵コンテ - 竹内大三、須永司
- 演出 - 須永司、山田雄三
- 色指定 - 森千草
- 編集 - 岡安肇、小島俊彦、中葉由美子
- 効果 - 柏原満

スタッフ（Mr.ペンペンII）
- 監督、演出 - やすみ哲夫
- 脚本 - 菅良幸
- 絵コンテ - 竹内大三、立花遊
- 演出助手 - 平井峰太郎
- 色指定 - 酒井美晴
- 特殊効果 - 土井通明
- 撮影監督 - 斎藤秋男
- 編集 - 岡安肇、小島俊彦、中葉由美子、村井秀明
- 効果 - 松田昭彦（フィズサウンドクリエイション）